# Martin Barták
Martin Barták, né le 14 février 1967 à Prague, est un homme politique et médecin tchèque.